# ROC en los Juegos Olímpicos de Pekín 2022
ROC estuvo representado en los Juegos Olímpicos de Pekín 2022 por un total de 212 deportistas que competirán en 15 deportes. Responsable del equipo olímpico es el Comité Olímpico Ruso, así como las federaciones deportivas nacionales de cada deporte con participación.
Los portadores de la bandera en la ceremonia de apertura fueron el jugador de hockey sobre hielo Vadim Shipachov y la patinador de velocidad Olga Fatkulina.

## Suspensión del Comité Olímpico Ruso
El 9 de diciembre de 2019, la Agencia Mundial Antidopaje (AMA) decidió suspender al Comité Olímpico Ruso y recomendó su exclusión de los Juegos Olímpicos de Tokio 2020 debido al sistema planificado de dopaje en el que se vio involucrado. Sin embargo, el COI permitió la participación de atletas de nacionalidad rusa que no hubieran estado involucrados en ese sistema y que demostraron haber superado controles antidopaje independientes antes del inicio de los Juegos;

## Medallistas
El equipo olímpico ruso obtuvo las siguientes medallas:
| Nombre | Deporte                              | Competición                   |
| --- | ------------------------------------ | ----------------------------- |
| Oro |                                      |                               |
| Alexandr Bolshunov                                                                                         | Esquí de fondo                       | 30 km M                       |
| Alexandr Bolshunov                                                                                         | Esquí de fondo                       | 50 km M                       |
| Alexei Chervotkin Alexandr Bolshunov Denis Spitsov Serguei Ustiugov                                        | Esquí de fondo                       | Relevo 4 × 10 km M            |
| Yuliya Stupak Natalia Nepriayeva Tatiana Sorina Veronika Stepanova                                         | Esquí de fondo                       | Relevo 4 × 5 km F             |
| Anna Shcherbakova                                                                                          | Patinaje artístico                   | Individual F                  |
| Plata |                                      |                               |
| Irina Kazakevich Kristina Reztsova Svetlana Mironova Uliana Nigmatulina                                    | Biatlón                              | Relevo F                      |
| Alexandr Bolshunov                                                                                         | Esquí de fondo                       | 15 km M                       |
| Denis Spitsov                                                                                              | Esquí de fondo                       | 30 km M                       |
| Ivan Yakimushkin                                                                                           | Esquí de fondo                       | 50 km M                       |
| Natalia Nepriayeva                                                                                         | Esquí de fondo                       | 15 km F                       |
| Equipo | Hockey sobre hielo                   | Torneo M                      |
| Alexandra Trusova                                                                                          | Patinaje artístico                   | Individual F                  |
| Yevgueniya Tarasova Vladimir Morozov                                                                       | Patinaje artístico                   | Parejas                       |
| Viktoriya Sinitsina Nikita Katsalapov                                                                      | Patinaje artístico                   | Danza sobre hielo             |
| Daniil Aldoshkin Serguei Trofimov Ruslan Zajarov                                                           | Patinaje de velocidad                | Persecución por equipos M     |
| Konstantin Ivliyev                                                                                         | Patinaje de velocidad en pista corta | 500 m M                       |
| Irma Majiniya Danil Sadreyev Irina Avvakumova Yevgueni Klimov                                              | Saltos en esquí                      | Trampolín normal equipo mixto |
| Bronce |                                      |                               |
| Eduard Latypov                                                                                             | Biatlón                              | Persecución M                 |
| Said Jalili Alexandr Loguinov Maxim Tsvetkov Eduard Latypov                                                | Biatlón                              | Relevo M                      |
| Uliana Nigmatulina Kristina Reztsova Alexandr Loguinov Eduard Latypov                                      | Biatlón                              | Relevo mixto                  |
| Serguei Ridzik                                                                                             | Esquí acrobático                     | Campo a través M              |
| Ilia Burov                                                                                                 | Esquí acrobático                     | Salto aéreo M                 |
| Anastasiya Smirnova                                                                                        | Esquí acrobático                     | Baches F                      |
| Alexandr Terentiev                                                                                         | Esquí de fondo                       | Velocidad individual M        |
| Alexandr Bolshunov Alexandr Terentiev                                                                      | Esquí de fondo                       | Velocidad por equipo M        |
| Yuliya Stupak Natalia Nepriayeva                                                                           | Esquí de fondo                       | Velocidad por equipo F        |
| Tatiana Ivanova                                                                                            | Luge                                 | Individual F                  |
| Anastasiya Mishina Alexandr Galiamov                                                                       | Patinaje artístico                   | Parejas                       |
| Mark Kondratiuk Kamila Valiyeva Anastasiya Mishina Alexandr Galiamov Viktoriya Sinitsina Nikita Katsalapov | Patinaje artístico                   | Equipo                        |
| Anguelina Golikova                                                                                         | Patinaje de velocidad                | 500 m F                       |
| Semion Yelistratov                                                                                         | Patinaje de velocidad en pista corta | 1500 m M                      |
| Vic Wild                                                                                                   | Snowboard                            | Eslalon gigante paralelo M    |